# Policiniai Batalionai

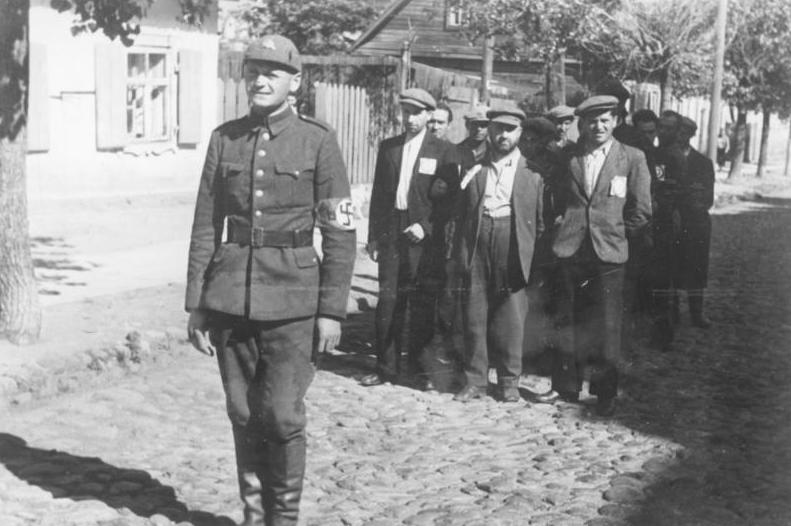
Een Litouwse politieman ziet toe op Joden

Policiniai Batalionai (Litouws voor politiebataljons) waren tijdens de Tweede Wereldoorlog paramilitaire eenheden bestaande uit Litouwers die collaboreerden met de Duitsers. In het Duits werden deze eenheden, net als die bestaande uit manschappen uit andere landen, Schutzmannschaftsbataillonen genoemd.

## Geschiedenis
Met de Duitse aanval op de Sovjet-Unie een jaar later, werd Litouwen onder Duits gezag geplaatst. Veel Litouwse inwoners zagen dit als een bevrijding, aangezien ze een grote afkeer hadden tegen de Sovjet-Unie, het land dat een jaar eerder Litouwen had bezet.
Verschillende groepen Litouwse oud-militairen, politieagenten en nationalisten (waaronder veel studenten), begonnen met het vervolgen en vermoorden van Litouwse Joden. Velen sloten zich aan bij het oprukkende Duitse leger, om zo de troepen van de Sovjet-Unie verder te verdrijven. Eind 1941 werden deze verschillende groepen gereorganiseerd in een officieel raamwerk van bataljons, dat de naam Policiniai Batalionai kreeg. In 1942 waren er twintig bataljons, met in totaal 8.388 personen, waarvan 341 officieren en 1.772 onderofficieren. De meeste officieren hadden vroeger gediend in het Litouwse leger. De leiders van de Litouwse eenheid moesten rechtstreeks bij de SS rapporteren.
De Policiniai Batalionai - vooral de bataljons 1 en 2 - speelde een belangrijke rol in de massamoord op de Litouwse Joden en in nabijgelegen delen van Polen en Wit-Rusland. Na de oorlog werden verschillende leden van de Policiniai Batalionai aangeklaagd. Sommigen werden schuldig bevonden aan het vermoorden van burgers en krijgsgevangenen en kregen uiteenlopende straffen.